# 泰阿富阿利库
8°26′S 179°06′E / 8.433°S 179.100°E

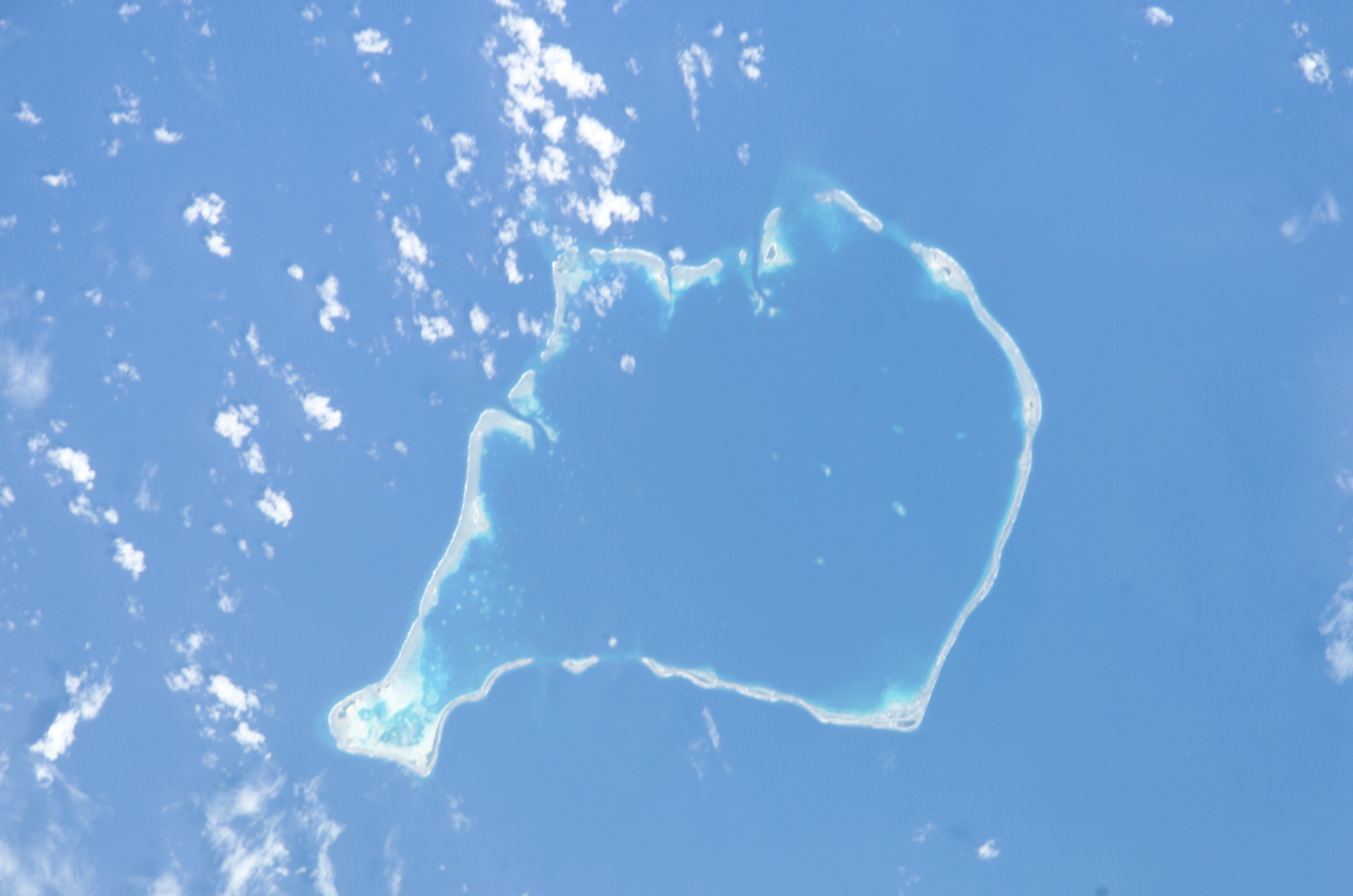
富納富提全圖

泰阿富阿利库（英語：Te Afualiku Isle）是一個位於吐瓦魯首都富納富提的一座珊瑚礁島嶼。泰阿富阿利库與泰普卡之間有兩個分別名為Te Ava Tepuka和Te Avua Sari的海峽。